# امامزاده ۷ امام و گورستان بلکوت
امامزاده ۷ امام و گورستان بلکوت مربوط به دوره قاجار است و در شهرستان رودسر، بخش رحیم آباد، روستای بلکوت واقع شده و این اثر در تاریخ ۲۷ بهمن ۱۳۸۲ با شمارهٔ ثبت ۱۰۹۶۷ به‌عنوان یکی از آثار ملی ایران به ثبت رسیده‌است.